# Hemipodus californiensis
Hemipodus californiensis är en ringmaskart som beskrevs av Hartman 1938. Hemipodus californiensis ingår i släktet Hemipodus och familjen Glyceridae. Inga underarter finns listade i Catalogue of Life.